# Anthracoceros
Anthracoceros je rod zoborožců z jižní a jihovýchodní Asie. Rod vytyčil německý přírodovědec Ludwig Reichenbach v roce 1849. Podle molekulárních dat je sesterským taxonem rodu Anthracoceros rod Ocyceros. Do rodu Anthracoceros se řadí 5 druhů zoborožců s následujícím rozšířením:
| Obrázek | Vědecké jméno             | Běžné jméno          | Areál rozšíření                                                             |
| ------- | ------------------------- | -------------------- | --------------------------------------------------------------------------- |
|         | Anthracoceros coronatus   | Zoborožec malabarský | Indie a Šrí Lanka                                                           |
|         | Anthracoceros albirostris | Zoborožec bělolící   | Od severozápadní Indie přes Nepál na jih po Malajský poloostrov a Indonésii |
|         | Anthracoceros malayanus   | Zoborožec malajský   | Malajský poloostrov, Borneo, Sumatra                                        |
|         | Anthracoceros marchei     | Zoborožec běloocasý  | Ostrov Palawan                                                              |
|         | Anthracoceros montani     | Zoborožec sulský     | Filipíny                                                                    |